# Cizorodé látky a prvky
Cizorodé látky a prvky je termín označující takové látky, prvky nebo materiály, jejichž příměs je nežádoucí. V případě příměsí v potravinách nebo půdě je s ohledem na možnost ohrožení zdraví lidí a zvířat taková příměs a navyšování jejího množství ve směsi rizikem.

## Xenobiotika
Xenobiotikum je cizorodá umělá sloučenina, která není vytvářena přírodními procesy. Xenobiotika jsou tělu cizí (léčiva, jedy, průmyslové chemikálie) a jsou vylučovány z těla ven. Působením xenobiotik v organismu se zabývá xenobiochemie a toxikologie.

## Příklady
Mezi cizorodé látky v půdě například patří:
- prvky - Arsen, Kadmium, Chróm, Měď, Rtuť, Nikl, Olovo, Zinek
- sloučeniny - polychlorované bifenyly, polyaromatické uhlovodíky, absorbovatelné organicky vázané halogeny